# Johnny’s West
Johnny’s West (jap. ジャニーズWEST, Janīzu West), auch Johnny’s WEST geschrieben, ist eine japanische Boyband, bestehend aus sieben Mitgliedern. Der Name kommt daher, da die Gruppe bei der Agentur Johnny’s Entertainment entstanden ist und alle Mitglieder aus der Region Kansai im Westen Japans kommen. Es ist die erste gegründete Band von Kansai Johnny’s Jr. in zehn Jahren nach Kanjani8. Die Gruppe debütierte 2014 mit ihrer ersten Single Eejanaika, welches vor allem im Kansai-Dialekt gesungen ist.

## Bandgeschichte

### 2014
Das Debüt wurde beim Johnny’s Countdown zum neuen Jahr bekannt gegeben. Die erste Single Eejanaika wurde am 23. April 2014 in Japan veröffentlicht.
Der angekündigte Name lautete anfangs Johnny’s WEST4 wo Daiki Shigeoka, Akito Kiriyama, Junta Nakama und Nozomu Kotaki als Mitglieder genannt wurden. Später gab man bekannt, dass Ryusei Fujii, Tomohiro Kamiyama and Takahiro Hamada ebenfalls mitwirken werden, weswegen der Name zu Johnny’s WEST geändert wurde.

## Mitglieder
- Junta Nakama (中間淳太) geboren am 21. Oktober 1987 in Hyogo
- Takahiro Hamada (濱田崇裕) geboren am 19. Dezember 1988 in Hyogo
- Akito Kiriyama (桐山照史) geboren am 31. August 1989 in Osaka
- Daiki Shigeoka (重岡大毅) geboren am 26. August 1992 in Osaka
- Tomohiro Kamiyama (神山智洋) geboren am 1. Juli 1993 in Hyogo
- Ryusei Fujii (藤井流星) geboren am 18. August 1993 in Osaka
- Nozomu Kotaki (小瀧望) geboren am 30. Juli 1996 in Osaka

## Diskografie

### Studioalben
| Jahr | Titel                                  | Höchstplatzierung, Gesamtwochen, AuszeichnungChartsChartplatzierungen (Jahr, Titel, Platzierungen, Wochen, Auszeichnungen, Anmerkungen) | Anmerkungen                             |
| Jahr | Titel                                  | JP | Anmerkungen                             |
| ---- | -------------------------------------- | --- | --------------------------------------- |
| 2014 | Go West Yōi Don! (Go West よーいドン!) | JP1 Gold · (43 Wo.)JP | Erstveröffentlichung: 6. August 2014    |
| 2015 | Luckyyyyyyy 7 (ラッキィィィィィィィ7)  | JP2 Gold · (33 Wo.)JP | Erstveröffentlichung: 9. Dezember 2015  |
| 2016 | Nawest (なうぇすと)                    | JP1 Gold · (23 Wo.)JP | Erstveröffentlichung: 30. November 2016 |
| 2018 | WESTival                               | JP1 Gold · (14 Wo.)JP | Erstveröffentlichung: 2. Januar 2018    |
| 2018 | WESTV!                                 | JP2 Gold · (17 Wo.)JP | Erstveröffentlichung: 5. Dezember 2018  |
| 2020 | W trouble                              | JP1 (38 Wo.)JP | Erstveröffentlichung: 18. März 2020     |
| 2021 | RainboW                                | JP1 Platin · (36 Wo.)JP | Erstveröffentlichung: 17. März 2021     |
| 2022 | Mixed Juice                            | JP1 Gold · (43 Wo.)JP | Erstveröffentlichung: 9. März 2022      |
| 2023 | Power                                  | JP1 Platin · (24 Wo.)JP | Erstveröffentlichung: 1. März 2023      |
| 2024 | Award                                  | JP1 (45 Wo.)JP | Erstveröffentlichung: 13. März 2024     |

### EPs
| Jahr | Titel               | Höchstplatzierung, Gesamtwochen, AuszeichnungChartsChartplatzierungen (Jahr, Titel, Platzierungen, Wochen, Auszeichnungen, Anmerkungen) | Anmerkungen                          |
| Jahr | Titel               | JP | Anmerkungen                          |
| ---- | ------------------- | --- | ------------------------------------ |
| 2015 | Paripipo (パリピポ) | JP1 Gold · (20 Wo.)JP | Erstveröffentlichung: 22. April 2015 |

### Singles
| Jahr | Titel Album                                                                                             | Höchstplatzierung, Gesamtwochen, AuszeichnungChartsChartplatzierungen (Jahr, Titel, Album, Platzierungen, Wochen, Auszeichnungen, Anmerkungen) | Anmerkungen                              |
| Jahr | Titel Album                                                                                             | JP | Anmerkungen                              |
| ---- | --- | --- | ---------------------------------------- |
| 2014 | Eejanaika (ええじゃないか) Go West Yōi Don!                                                             | JP1 Platin · (37 Wo.)JP | Erstveröffentlichung: 23. April 2014     |
| 2014 | Zipang Ōkini Daisakusen / Yume wo Dakishimete (ジパング・おおきに大作戦 / 夢を抱きしめて) Luckyyyyyyy 7 | JP2 Gold · (80 Wo.)JP | Erstveröffentlichung: 8. Oktober 2014    |
| 2015 | Zundoko Paradise (ズンドコ パラダイス) Luckyyyyyyy 7                                                    | JP1 Gold · (25 Wo.)JP | Erstveröffentlichung: 4. Februar 2015    |
| 2015 | Bari Hapi (バリ ハピ) Luckyyyyyyy 7                                                                     | JP1 Gold · (27 Wo.)JP | Erstveröffentlichung: 29. Juli 2015      |
| 2016 | Gyakuten Winner (逆転Winner) WESTival                                                                   | JP1 Gold · (27 Wo.)JP | Erstveröffentlichung: 20. April 2016     |
| 2016 | Jinsei wa Subarashī (人生は素晴らしい) WESTival                                                         | JP2 Gold · (32 Wo.)JP | Erstveröffentlichung: 27. Juli 2016      |
| 2017 | Osaka Ai Eye Ai / Ya! Hot! Hot! (おーさか☆愛・Eye・哀 / Ya! Hot! Hot!) WESTival                         | JP1 Gold · (39 Wo.)JP | Erstveröffentlichung: 21. Juni 2017      |
| 2017 | Bokura Kyō mo Ikiteiru / Kangaeru na, Moero!! (僕ら今日も生きている / 考えるな、燃えろ!!) WESTV!        | JP2 Gold · (35 Wo.)JP | Erstveröffentlichung: 22. November 2017  |
| 2018 | Principal no Kimi e / Dragon Dog (プリンシパルの君へ / ドラゴンドッグ) WESTV!                           | JP2 Gold · (29 Wo.)JP | Erstveröffentlichung: 7. März 2018       |
| 2018 | Start Dash (スタートダッシュ!) WESTV!                                                                   | JP2 Gold · (48 Wo.)JP | Erstveröffentlichung: 15. August 2018    |
| 2019 | Homechigirisuto / Kizudarake no Ai (ホメチギリスト / 傷だらけの愛) W trouble                            | JP1 Gold · (24 Wo.)JP | Erstveröffentlichung: 30. Januar 2019    |
| 2019 | Ame Nochi Hare (アメノチハレ) W trouble                                                                 | JP1 Gold · (30 Wo.)JP | Erstveröffentlichung: 24. April 2019     |
| 2019 | Big Shot!! W trouble                                                                                    | JP1 Gold · (69 Wo.)JP | Erstveröffentlichung: 9. Oktober 2019    |
| 2020 | Shōko (証拠) RainboW                                                                                    | JP1 Platin · (44 Wo.)JP | Erstveröffentlichung: 24. Juni 2020      |
| 2021 | Shūkan Umaku Iku Yōbi (週刊うまくいく曜日) RainboW                                                      | JP1 Platin · (31 Wo.)JP | Erstveröffentlichung: 13. Januar 2021    |
| 2021 | Something New (サムシング・ニュー) Mixed Juice                                                          | JP1 Platin · (89 Wo.)JP | Erstveröffentlichung: 5. Mai 2021        |
| 2021 | Dekkai Ai / Kidoairaku (でっかい愛 / 喜努愛楽) Mixed Juice                                              | JP1 Platin · (58 Wo.)JP | Erstveröffentlichung: 28. Juli 2021      |
| 2022 | Reimei / Susumushika nē (黎明 / 進むしかねぇ) Mixed Juice                                               | JP1 Gold · (38 Wo.)JP | Erstveröffentlichung: 19. Januar 2022    |
| 2022 | Hoshi no Ame (星の雨) Power                                                                             | JP1 Platin · (51 Wo.)JP | Erstveröffentlichung: 3. August 2022     |
| 2023 | Shiawase no Hana (しあわせの花) –                                                                       | JP1 Platin · (37 Wo.)JP | Erstveröffentlichung: 7. Juni 2023       |
| 2023 | Zetsumei / Beautiful / As One (絶体絶命) –                                                              | JP1 (45 Wo.)JP | Erstveröffentlichung: 25. Oktober 2023   |
| 2024 | Heart / Fate (ハート) –                                                                                 | JP1 (38 Wo.)JP | Erstveröffentlichung: 24. April 2024     |
| 2024 | Mā Ikka! (まぁいっか!) –                                                                                | JP1 (18 Wo.)JP | Erstveröffentlichung: 10. September 2024 |

### Videoalben
| Jahr | Titel | Höchstplatzierung, Gesamtwochen, AuszeichnungChartsChartplatzierungen (Jahr, Titel, Platzierungen, Wochen, Auszeichnungen, Anmerkungen) | Anmerkungen                             |
| Jahr | Titel | JP | Anmerkungen                             |
| ---- | --- | --- | --------------------------------------- |
| 2014 | Naniwa Samurai Hello Tokyo!! (なにわ侍 ハローTokyo!!)                                                              | JP3 (93 Wo.)JP | Erstveröffentlichung: 17. Dezember 2014 |
| 2015 | Naniwa Tomoare, Honmani Arigatou! (なにわともあれ、ほんまにありがとう!)                                            | JP1 (97 Wo.)JP | Erstveröffentlichung: 17. Juni 2015     |
| 2015 | Johnny’s West 1st Concert Ippatsumeeeeeee! (ジャニーズWest 1stコンサート 一発めぇぇぇぇぇぇぇ!)                    | JP1 (80 Wo.)JP | Erstveröffentlichung: 7. Oktober 2015   |
| 2016 | Johnny’s West 1st Tour Paripipo (ジャニーズWest 1st Tour パリピポ)                                                 | JP1 (61 Wo.)JP | Erstveröffentlichung: 18. Mai 2016      |
| 2016 | Johnny’s West Concert Tour 2016 Luckyyyyyyy7 (ジャニーズWest Concert Tour 2016 ラッキィィィィィィィ7)              | JP1 (95 Wo.)JP | Erstveröffentlichung: 30. November 2016 |
| 2017 | Johnny’s West 1st Dome Live 24-kara Kansha Todokemasu (ジャニーズWest 1st ドーム Live ♡24(ニシ)から感謝 届けます♡) | JP1 Gold · (99 Wo.)JP | Erstveröffentlichung: 24. Mai 2017      |
| 2017 | Johnny’s West Live Tour 2017 Nawest (ジャニーズWest Live Tour 2017 なうぇすと)                                     | JP2 Gold · (95 Wo.)JP | Erstveröffentlichung: 25. Oktober 2017  |
| 2018 | Johnny’s West Live Tour 2018 WESTival (ジャニーズWest Live Tour 2018 WESTival)                                     | JP2 Gold · (123 Wo.)JP | Erstveröffentlichung: 24. Oktober 2018  |
| 2019 | Johnny’s West Live Tour 2019 WESTV! (ジャニーズWest Live Tour 2019 WESTV!)                                         | JP1 Gold · (126 Wo.)JP | Erstveröffentlichung: 10. Juli 2019     |
| 2021 | Johnny’s West Live Tour 2020 W trouble (ジャニーズWest Live Tour 2020 W trouble)                                   | JP1 Gold · (48 Wo.)JP | Erstveröffentlichung: 6. Oktober 2021   |
| 2022 | Johnny’s West Tour 2021 RainboW (ジャニーズWest Live Tour 2021 RainboW)                                            | JP1 Gold · (48 Wo.)JP | Erstveröffentlichung: 11. Mai 2022      |
| 2022 | Johnny’s West Live Tour 2022 Mixed Juice (ジャニーズWest Live Tour 2022 Mixed Juice)                               | JP1 Gold · (53 Wo.)JP | Erstveröffentlichung: 23. November 2022 |
| 2023 | Johnny’s West 1st Dome Tour 2022 To Be Kansai Color -(翔べ関西から)-                                               | JP1 Gold · (30 Wo.)JP | Erstveröffentlichung: 26. Juli 2023     |
| 2023 | Johnny’s West Live Tour 2023 Power (初回盤)                                                                        | JP1 (45 Wo.)JP | Erstveröffentlichung: 20. Dezember 2023 |
| 2024 | West.10th Anniversary Live Tour Award                                                                              | JP1 (19 Wo.)JP | Erstveröffentlichung: 9. Oktober 2024   |
| 2024 | West. Dome Tour Award ～10th Anniversary～                                                                         | JP1 (9 Wo.)JP | Erstveröffentlichung: 18. Dezember 2024 |